# タクシー運転資格
タクシー運転資格（たくし－うんてんしかく）は韓国でタクシーを運転する際に必要な資格である。

## 受験資格
- 第一種普通免許または第二種普通免許（2008年6月22日から）所持者
- 試験の受付日の時点で満20歳以上
- 運転経歴が1年以上
- タクシー運転資格の取り消し処分を受けて1年以上が経過した者
- 大韓民国旅客運送事業法第24条4項に該当しない者

## 試験
筆記試験で計80問4択
- 交通及び旅客自動車運輸事業法規（特別市、広域市25問、道20問）
  - 交通法規
    - 道路交通法一般概要
    - 交通事故特例法（10大項目中心）
    - 反則行為別反則金内訳
    - 運転免許行政処分事項など（安全関連事項は除外）

  - 旅客自動車運輸事業法規
    - 旅客自動車運輸事業法一般概要
    - 運輸従事者就業要件と教育事項
    - タクシー運転資格試験関連事項
    - 違反行為別行政処分事項
    - 運転者遵守事項を除外したその他の事項など
- 安全運転（特別市、広域市15問、道20問）
  - 安全運転
    - 交通安全施設概要
    - 信号機、交通安全表示、路面表示
    - 交通事故予防のための安全運転方法
    - 車両安全管理など

  - LPG自動車安全管理
    - LPG自動車安全管理法規
    - LPG自動車の構造と機能など
    - LPG自動車ガス取り扱い方法
    - LPG自動車の一般的特性など
- 運送サービス（特別市、広域市15問、道20問）
  - 運送サービス
    - 自動車運輸事業法運転者遵守事項
    - 乗客サービスに対する姿勢
    - 車両故障時の乗客に対する措置
    - 交通事故時乗客及び患者に対する措置（応急処置関連事項除外）

  - 運転者が知らなければならない一般常識など
  - 英語、日本語
- 地理（特別市、広域市25問、道20問）
  - 交通統制区域（特別市、広域市のみ）
    - 一方通行
    - 自動車通行禁止区域
    - 車種別通行禁止区域
    - 事故多発地域
    - 駐停車禁止区域など

  - 市内（道内）主要地理
    - 主要官公署及び公共施設の位置
    - 主要団地の位置
    - 主要幹線道路名
    - 公園及び文化遺跡地
    - 遊園地及びレジャー施設
    - 主要ホテル及び観光名所など

## 合格者教育と適性検査
この試験に合格しても適性検査に合格し、合格者教育を受けなければ就業できない。
- 運転精密検査
- 新規採用者教育（旅客自動車運輸事業法規等の関連サービスを20時間以上受講）
- LPG教育